# Канога (Огайо)
Канога (англ. Kanauga) — переписна місцевість (CDP) в США, в окрузі Галлія штату Огайо. Населення — 185 осіб (2020).

## Географія
Канога розташована за координатами 38°50′30″ пн. ш. 82°9′2″ зх. д. / 38.84167° пн. ш. 82.15056° зх. д. (38.841738, -82.150461).  За даними Бюро перепису населення США в 2010 році переписна місцевість мала площу 0,83 км², з яких 0,75 км² — суходіл та 0,08 км² — водойми.

## Демографія
Згідно з переписом 2010 року, у переписній місцевості мешкало 175 осіб у 77 домогосподарствах у складі 46 родин. Густота населення становила 211 особа/км².  Було 92 помешкання (111/км²).
Расовий склад населення:
| - 95,4 % — білих - 4,6 % — чорних або афроамериканців |

До двох чи більше рас належало 0,0 %. Частка іспаномовних становила 0,0 % від усіх жителів.
За віковим діапазоном населення розподілялося таким чином: 18,3 % — особи молодші 18 років, 61,1 % — особи у віці 18—64 років, 20,6 % — особи у віці 65 років та старші. Медіана віку мешканця становила 43,2 року. На 100 осіб жіночої статі у переписній місцевості припадало 110,8 чоловіків;  на 100 жінок у віці від 18 років та старших — 90,7 чоловіків також старших 18 років.
Середній дохід на одне домашнє господарство  становив 17 458 доларів США (медіана — 9316), а середній дохід на одну сім'ю — 8885 доларів (медіана — 8939). 
Цивільне працевлаштоване населення становило 41 осіб. Основні галузі зайнятості: роздрібна торгівля — 43,9 %, будівництво — 39,0 %, виробництво — 17,1 %.